# شبح نگاری
شبح‌نگاری (انگلیسی: Ghost imaging) تکنیکی برای تصویربرداری از یک جسم به وسیلهٔ ترکیب اطلاعات دو آشکارساز نوری است: یک آشکارساز چند پیکسلی متعارف که جسم را نمی‌بیند و یک آشکارساز تک پیکسلی که جسم را می‌بیند. خواه ناخواه این تکینک جهت توضیح به درهم‌تنیدگی کوانتومی نیاز دارد.
نخستین شکل از شبح‌نگاری براساس طبیعت کوانتومی نور بنا شده بود. همبستگی کوانتومی بین جفت فوتون‌های مورد استفاده قرار گرفته برای تشکیل تصویر. یکی از فوتون‌ها به جسم می‌خورد و سپس به آشکارساز سطلی می‌رسد در حالیکه فوتون دیگر مسیر دیگری تا یک دوربین چند پیکسلی دنبال می‌کند. دوربین جهت ضبط پیکسل‌های فوتون‌هایی که به آشکارساز سطلی و صفحه تصویر دورین برخورد می‌کنند تعبیه شده‌است.
آزمایش‌های بعدی نشان دادند که شاید بتوان همبستگی بین پرتو نوری که به دوربین می‌رسد و پرتویی که جسم می‌خورد را به صورت کاملاً کلاسیکی تشریح کرد. اگر همبستگی کوانتومی را در نظر بگیریم نسبت سیگنال به نویز تصویر بازسازی شده می‌تواند بهبود یابد. در سال ۲۰۰۹ شبح‌نگاری شبه گرمایی با بکارگیری طرح شبح‌نگاری کامپیوتری نشان داده شدند که بی‌نیاز از بکارگیری مباحث همبستگی کوانتومی برای منبع شبه گرمایی بودند. نقش همبستگی کوانتومی و کلاسیکی در شبح‌نگاری هنوز محل بحث است.
اخیراً نشان داده شد که اصول compressed sensing می‌توانند به صورت مستقیم برای کاهش تعداد اندازه‌گیری لازم جهت بازسازی تصویر در شبح‌نگاری مورد استفاده قرار گیرند. در این تکنیک می‌توان یک تصویر Nپیکسلی را با تعداد بسیار کمتری از N اندازه‌گیری بدست آورد که می‌تواند در لیدار و ریزبینی بکار آید.